# 克里若瓦
50°26′53″N 24°36′26″E / 50.44806°N 24.60722°E
克里若瓦（烏克蘭語：Крижова），是烏克蘭的村落，位於該國西部沃倫州，由盧茨克區負責管轄，面積5.4平方公里，海拔高度249米，2001年人口51，人口密度每平方公里9.44人。